# Pučenik
Pučenik kihalófélben levő szerb falu Bosznia-Hercegovinában, a Bosznia-hercegovinai Föderáció Una-Szanai kantonjában, Bosanska Krupa községben.

## Fekvése
Bosznia-Hercegovina északnyugati részén, Bihácstól légvonalban 25, közúton 42 km-re keletre, Bosanska Krupa központjától légvonalban 3, közúton 8 km-re délkeletre fekvő dombos, erdős területen, a Krušnica-patak völgyétől keletre fekszik. Pučenik egy a karsztsíkságon fekszik, mely tele  van víznyelőkkel és völgyekkel. A Krušnica és mellékfolyója a Dobrović és a Svetinja határolja. A folyóvölgy oldalai enyhén lejtősek. Vízzel a Svetinja, a Šabanovac, a Đukanovac, a Javorac és a Čatrnja nevű források látják el. Amikor ezek nyáron kiszáradnak, a helyiek a Krušnicáról hozzák a vizet. A falu régen házcsoportokra oszlott, amelyek a völgyekben, szétszórva helyezkedtek el. Három fő részből állt: Alat, Brezik és Srednji Pučenik.

## Népessége
| Nemzetiségi csoport | Népesség 1991 | Népesség 2013 |
| ------------------- | ------------- | ------------- |
| Szerb               | 356           | 8             |
| Bosnyák             | 0             | 0             |
| Horvát              | 0             | 0             |
| Jugoszláv           | 2             | 0             |
| Egyéb               | 0             | 0             |
| Összesen            | 358           | 8             |

## Története
A falut állítólag régen Paščeniknek hívták. A Muratbeg Sjenokos, Sejdića Sjenokos, Aličina Kućerina, Šukarića Dolina, Babića Brdo, Bilanova Jabuka, Džankića Brdo és Musića Brdo, valamint Šertovića Njive helynevek egykori muszlim tulajdonosaikra emlékeztetnek. Az 1875-ös törökellenes felkelés előtt a faluban egy kis ortodox fatemplom épült, ami a felkelés harcai során leégett. A település 1878-ig tartozott az Oszmán Birodalomhoz, ekkor a berlini kongresszus határozata alapján az Osztrák-Magyar Monarchia része lett. Pučeniknak az a része, ahol muszlimok éltek, az osztrák-magyar megszállás után „Pučenik Turska” néven Krupa településhez tartozott. A monarchia szétesésével 1918-ban előbb a Szerb-Horvát-Szlovén Királyság, majd 1929-től a Jugoszláv Királyság része lett. Az 1929-es törvény értelmében, amikor Bosznia-Hercegovinát négy banovinára, Drinskára, Vrbaskára, Zetskára és Primorskára osztották, a település a Vrbaska banovina része lett, amelynek székhelye Banja Luka volt. Jugoszlávia megszállása után a Független Horvát Állam (NDH) része lett. A daytoni békeszerződést követő területfelosztásnál Bosanska Krupa község részeként a Bosznia-Hercegovinai Föderáció területéhez került.